# Thunbergianthus
Thunbergianthus är ett släkte av snyltrotsväxter. Thunbergianthus ingår i familjen snyltrotsväxter.
Kladogram enligt Catalogue of Life:
| Thunbergianthus | \| \| Thunbergianthus quintasii \| \| \| \| \| \| Thunbergianthus ruwenzoriensis \| \| \| \| |
|                 | \| \| Thunbergianthus quintasii \| \| \| \| \| \| Thunbergianthus ruwenzoriensis \| \| \| \| |
|                 | Thunbergianthus quintasii                                                                    |
|                 |                                                                                              |
|                 | Thunbergianthus ruwenzoriensis                                                               |
|                 |                                                                                              |